# Bondis
Bondis war eine französische Automarke.

## Unternehmensgeschichte
Das Unternehmen begann 1910 mit der Produktion von Automobilen. Der Markenname lautete Bondis. 1911 endete die Produktion.

## Fahrzeuge
Im Angebot standen vier verschiedene Modelle. Dies waren der 8 CV, der 12 CV, der 16 CV und das stärkste Modell, der 20 CV.